# Källsjön, Dalarna
Källsjön är en sjö i Älvdalens kommun i Dalarna och ingår i Dalälvens huvudavrinningsområde. Sjön har en area på 0,122 kvadratkilometer och ligger 681 meter över havet.

## Delavrinningsområde
Källsjön ingår i det delavrinningsområde (685496-132305) som SMHI kallar för Mynnar i Aspdagen. Medelhöjden är 708 meter över havet och ytan är 15,83 kvadratkilometer. Det finns ett avrinningsområde uppströms, och räknas det in blir den ackumulerade arean 17,41 kvadratkilometer. Vattendraget som avvattnar avrinningsområdet har biflödesordning 3, vilket innebär att vattnet flödar genom totalt 3 vattendrag innan det når havet efter 502 kilometer. Avrinningsområdet består mestadels av skog (75 procent) och sankmarker (17 procent). Avrinningsområdet har 0,12 kvadratkilometer vattenytor vilket ger det en sjöprocent på 0,8 procent.